# Рурк, Энди
Эндрю Майкл Рурк (англ. Andrew Michael Rourke, 17 января 1964 — 19 мая 2023) — британский музыкант, наиболее известный как басист рок-группы The Smiths.

## Биография

### Ранние годы
В подростковые годы Рурк играл в нескольких музыкальных группах вместе с будущим гитаристом The Smiths Джонни Марром, с которым учился в одной школе. Бросил школу в возрасте 15 лет, чтобы сосредоточиться на занятии музыкой.

### В составе The Smiths
Наряду с Моррисси, Джонни Марром и Майком Джойсом в 1982 году стал основателем и до 1986-го являлся постоянным участником рок-группы The Smiths.

### Дальнейшая деятельность
После распада The Smiths сотрудничал с вокалистом этого коллектива Моррисси, а также Шинейд О’Коннор, Killing Joke и другими исполнителями. Был одним из троих основателей супергруппы Freebass, в августе 2010-го покинул этот коллектив. В 2006—2008 гг. организовал серию концертов Manchester v Cancer (с англ. — «Манчестер против рака»). В 2009 году переехал в Нью-Йорк, где совместно с диджеем Оле Коретски основал музыкальную группу Jetlag, впоследствии переименованную в D.A.R.K. В 2016 году группа выпустила дебютный альбом Science Agrees, в котором в качестве вокалистки приняла участие Долорес О'Риордан.
Скончался 19 мая 2023 года в возрасте 59 лет от рака поджелудочной железы.